# Salzbergen
Salzbergen ist eine Gemeinde an der Ems im Landkreis Emsland in Niedersachsen, nördlich von Rheine.
Wirtschaftliche Bedeutung erlangte Salzbergen in der zweiten Hälfte des 19. Jahrhunderts als Eisenbahnknotenpunkt und durch die Gründung einer Erdölraffinerie im Jahre 1860. Die Raffinerie Salzbergen ist die älteste noch aktive der Welt und gleichzeitig eine der modernsten.
Salzbergen ist heute ein Industriestandort, am bedeutendsten sind die Sparten Windenergie, Erdöl, Maschinenbau und Textil.

## Geographie

### Geographische Lage
Die Gemeinde liegt im südlichen Teil des Landkreises an der Ems. Sie liegt an der Grenze zum westfälischen Teil von Nordrhein-Westfalen und unweit der Grenze zu den Niederlanden.

### Nachbargemeinden
Im Norden grenzt die Gemeinde an die Gemeinde Emsbüren, im Osten an die Samtgemeinde Spelle, im Süden an die Stadt Rheine und die Gemeinden Neuenkirchen und Wettringen im Kreis Steinfurt in Nordrhein-Westfalen und im Westen an die Samtgemeinde Schüttorf in der Grafschaft Bentheim.

### Gemeindegliederung
Die Gemeinde Salzbergen ist eine Einheitsgemeinde und besteht aus dem Kernort Salzbergen und weiteren drei Ortschaften gemäß NKomVG: Holsten-Bexten, Hummeldorf und Steide.
|  | 1. Holsten-Bexten 2. Hummeldorf 3. Salzbergen (Kernort) 4. Steide |

## Geschichte
Der Name Salzbergen (alt: Saltesberch, Saltesberg) wird vom hier abgebauten Salzvorkommen abgeleitet. 1172 wird ein Edelhof in Salzbergen erwähnt. Die Brüder Wiebold (1171–1193) und Theodorich (1171–1215) machten eine Schenkung, was der Bischof Ludwig von Münster besiegelte: … duobus fratribus, de Saltesberch, Theodorico et Wibaldo. 1177 bestätigte Bischof Hermann II. von Münster förmlich eine Schenkung des Edlen Sigvin und seiner Gattin Bartradis an die Domkirche zu Münster. Darin heißt es: In Salzbergen hat Rabodo ein Erbe zu Lehen. Die Familie scheint spätestens 1254 ausgestorben zu sein, da sie nach dieser Zeit nicht mehr erwähnt wird. Die Burganlage soll auf Lempkers Kämpe gestanden haben.
Seit dem 13. Jahrhundert gehörte Salzbergen zum Oberstift Münster. Im Gegensatz zum übrigen Oberstift fiel es nach dem Wiener Kongress 1815 nicht an Preußen, sondern an Hannover. Dort gehörte es zum Amt Lingen, nach der preußischen Annexion Hannovers 1866 zum Landkreis Lingen. 1977 wurde der Landkreis Lingen aufgelöst und Salzbergen wurde eine Gemeinde des Landkreises Emsland.
1864 wurde ein hölzerner Steg als erste Emsbrücke zwischen Holsten-Bexten und Salzbergen errichtet. Nach dem Bau des Listruper Emswehres 1828 wurde die ohnehin schwierige Passage der Ems durch eine Furt unmöglich, sodass bis zur Errichtung der ersten Brücke eine Fähre verkehrte. Der hölzerne Steg wurde 1912 durch eine Eisenbrücke ersetzt, welche im April 1945 durch die zurückweichenden deutschen Truppen gesprengt wurde. Eine neue Brücke wurde erst 1951 dem Verkehr übergeben. 1985 wurde die Brücke um einen Fuß- und Radweg ergänzt, in dieser Zeit musste der Verkehr über eine Ponton-Behelfsbrücke fließen.
Während des Zweiten Weltkrieges wurde das Dorf Salzbergen mehrfach Ziel alliierter Luftangriffe. Grund waren die Erdölraffinerie sowie der Eisenbahnknotenpunkt. Kurz vor Ende des Krieges erfolgte am 6. März 1945 um die Mittagszeit der verheerendste Angriff, bei dem in knapp 20 Minuten ca. 4.000 Bomben von mehreren hundert Bombern abgeworfen wurden. Die Raffinerie und das Dorf wurden dabei zerstört. Er gab 40 Tote, darunter viele Kinder.
Nach dem Zweiten Weltkrieg waren das Sägewerk und die Milchwirtschaft die wichtigsten Erwerbsmöglichkeiten im Ort. 1954 eröffnete ein großer landwirtschaftlicher Versuchsbetrieb, in dem der Anbau und die Lagerung von Futtermitteln erprobt und verbessert wurden. In den frühen 1970er Jahren siedelten sich einige Elektrotechnik- und Förderanlagenbetriebe an und leiteten einen beginnenden Strukturwandel ein, der nach Schließung des landwirtschaftlichen Versuchsbetriebs 1976 und mit der Rationalisierung der Landwirtschaft die wegfallenden landwirtschaftlichen Arbeitsplätze kompensierte. Nach Schließung des Versuchsbetriebs wurden zudem einige kleine Familienbetriebe aus der Ortsmitte in die einstige Versuchsanlage umgesiedelt, so dass ab 1981 eine Umgestaltung der Ortsmitte beginnen konnte, in deren Verlauf die heute noch genutzten Dienstleistungs- und Gewerbezentren entstanden.

### Namensherleitung der Ortsteile
Holsten
Das Bestimmungswort hol steht für Holz, vgl. niederdeutsch holt; das Grundwort sete bedeutet fester Wohnsitz, Siedlung. Zusammen: Sitz im Gehölz. Sete kam vor 1000 nicht vor und trat nur im südlichen Teil des Emslandes auf. Das lässt nach Hermann Abels auf einen jüngeren Ort mit rein sächsischem Ursprung schließen, da die Sachsen erst zu diesem Zeitpunkt im Emsland voll sesshaft geworden sein sollen.
Bexten
Ehemals Feilbexten (alt: Falbeki = fahler, gelber Bach) wurde als Teil des Venkigaus bereits um 890 im Werdener Urbar erwähnt. Athalgrim in Falbeki zahlte an das Kloster Werden 18 Scheffel Korn, den Heerschilling und 16 Denare.
Hummeldorf
(alt: Humilathorpe). Das Bestimmungswort humil bedeutet mager, dürr; das Grundwort thorpe, torpe steht für Dorf. Zusammen: Dorf mit magerem Boden. Hummeldorf wurde ebenfalls 890 im Werdener Heberegister als Teil des Venkigaus erwähnt. Der Ort grenzt an Bentlage. Auf dem Hof Barwick wurde früher das Salzberger Holzgericht, das dem Bischof von Münster gehörte, durch den Amtmann von Rheine abgehalten.
Steide
Um 1300 erwähnt. Die Herkunft des Namens ist unsicher.
Stovern
ist ein altes Rittergut, um 1230 wurde ein Arnold von Stovern genannt. Etwa seit dem 17. Jahrhundert im Besitz der Familie von Twickel.

### Eingemeindungen
Am 19. August 1965 erfolgte die Gründung der Samtgemeinde Salzbergen mit den Gemeinden Hummeldorf, Salzbergen, Steide und Stovern. Am 1. März 1974 wurde im Zuge der kommunalen Gebietsreform die Einheitsgemeinde Salzbergen aus den Gemeinden Salzbergen, Holsten, Hummeldorf und Steide und aus Teilen der Gemeinden Bexten-Listrup, Ahlde und Mehringen gebildet.

### Einwohnerentwicklung
Die Gemeinde hat heute über 8.100 Einwohner auf einer Fläche von 5.330 ha, davon ca. 1.400 ha Wald und ca. 2.638 ha landwirtschaftliche Nutzfläche. Mehrere Neubaugebiete wurden seit den 1990er Jahren erschlossen. Weitere Baugebiete befinden sich im Ausbau und in der Planung.
| Einwohner  | 1880 | 1900  | 1925  | 1933  | 1939  | 1950  | 1962  | 2012  | 2018  |
| ---------- | ---- | ----- | ----- | ----- | ----- | ----- | ----- | ----- | ----- |
| Salzbergen | 718  | 1.052 | 1.433 | 1.549 | 1.772 | 2.393 | 2.800 | 5.587 | 5.840 |
| Hummeldorf | 219  | 273   | 321   | 350   | 363   | 479   | k. A. | 261   | 258   |
| Holsten    | 192  | 262   | 345   | 390   | 409   | 524   | k. A. | 1.537 | 1.596 |
| Steide     | 343  | 425   | 443   | 425   | 409   | 524   | k. A. | 425   | 416   |

## Politik

### Gemeinderat
Der Rat der Gemeinde Salzbergen besteht aus 20 Ratsfrauen und Ratsherren. Dies ist die festgelegte Anzahl für eine Gemeinde mit einer Einwohnerzahl zwischen 7001 und 8000 Einwohnern. Die 20 Ratsmitglieder werden durch eine Kommunalwahl für jeweils fünf Jahre gewählt.
Stimmberechtigt im Gemeinderat ist außerdem der hauptamtliche Bürgermeister Andreas Kaiser von der CDU.
Nach den Ergebnissen der letzten Kommunalwahl vom 12. September 2021 ergab sich folgende Sitzverteilung im Gemeinderat:
| Partei     | Sitze | Stimmenanteil | Veränderung zu 2016 |
| ---------- | ----- | ------------- | ------------------- |
| CDU        | 13    | 64,93 %       | − 5,94 %p           |
| SPD        | 06    | 30,40 %       | + 1,27 %p           |
| Die PARTEI | 01    | 04,67 %       | + 4,67 %p           |

### Bürgermeister
Hauptamtlicher Bürgermeister der Gemeinde Salzbergen ist seit 2005 Andreas Kaiser (CDU). Bei der letzten Bürgermeisterwahl 2019 wurde er mit 74,9 Prozent der Stimmen im ersten Wahlgang gegen Franz Reckers (parteilos) wiedergewählt. Die Wahlbeteiligung lag bei 71,39 Prozent.
- seit 2005: Andreas Kaiser (CDU)
- 1996 – 2005: Anni Brinker (CDU)[9]
- 1972 – 1996: Hermann Niemeyer (CDU)[10]

### Ortsbürgermeister/-vorsteher
Bei den Kommunalwahlen werden in zwei Ortschaften Ortsräte gewählt: Holsten-Bexten und Steide. Für Hummeldorf beruft der Rat einen Ortsvorsteher. Bei der letzten Kommunalwahl 2021 wurden die in der Tabelle aufgeführten Ortsbürgermeister/-vorsteher gewählt bzw. berufen.
| Ortschaft      | Ortsrats- mitglieder | Ortsbürgermeister/ -vorsteher |
| -------------- | -------------------- | ----------------------------- |
| Holsten-Bexten | 5 CDU, 2 SPD         | Franz-Josef Evers (CDU)       |
| Steide         | 4 CDU, 1 SPD         | Hermann Hermeling (CDU)       |
| Hummeldorf     | –                    | Helmut Bültel                 |

### Wappen
Das Wappen der Gemeinde Salzbergen zeigt auf rotem Grund einen silbernen und mit einem blauen Wellenbalken belegten Dreiberg, der auf das Salzvorkommen hinweist, darüber nebeneinander gestellt drei goldene Tropfen, die auf die örtliche Ölverarbeitung anspielen,  und der blaue, geschwungene Balken versinnbildlicht die Ems, an der Salzbergen liegt.

### Flagge und Banner
Die Flagge der Gemeinde Salzbergen ist rot/weiß/rot im Verhältnis 1:3:1 waagerecht gestreift, in der Mitte belegt mit dem Gemeindewappen. Das Banner der Gemeinde Salzbergen ist rot/weiß/rot im Verhältnis 1:3:1 senkrecht gestreift, in der Mitte der oberen Hälfte belegt mit dem Gemeindewappen.

### Partnergemeinde
- Krzanowice, seit Mai 2006[12]

## Kultur und Sehenswürdigkeiten

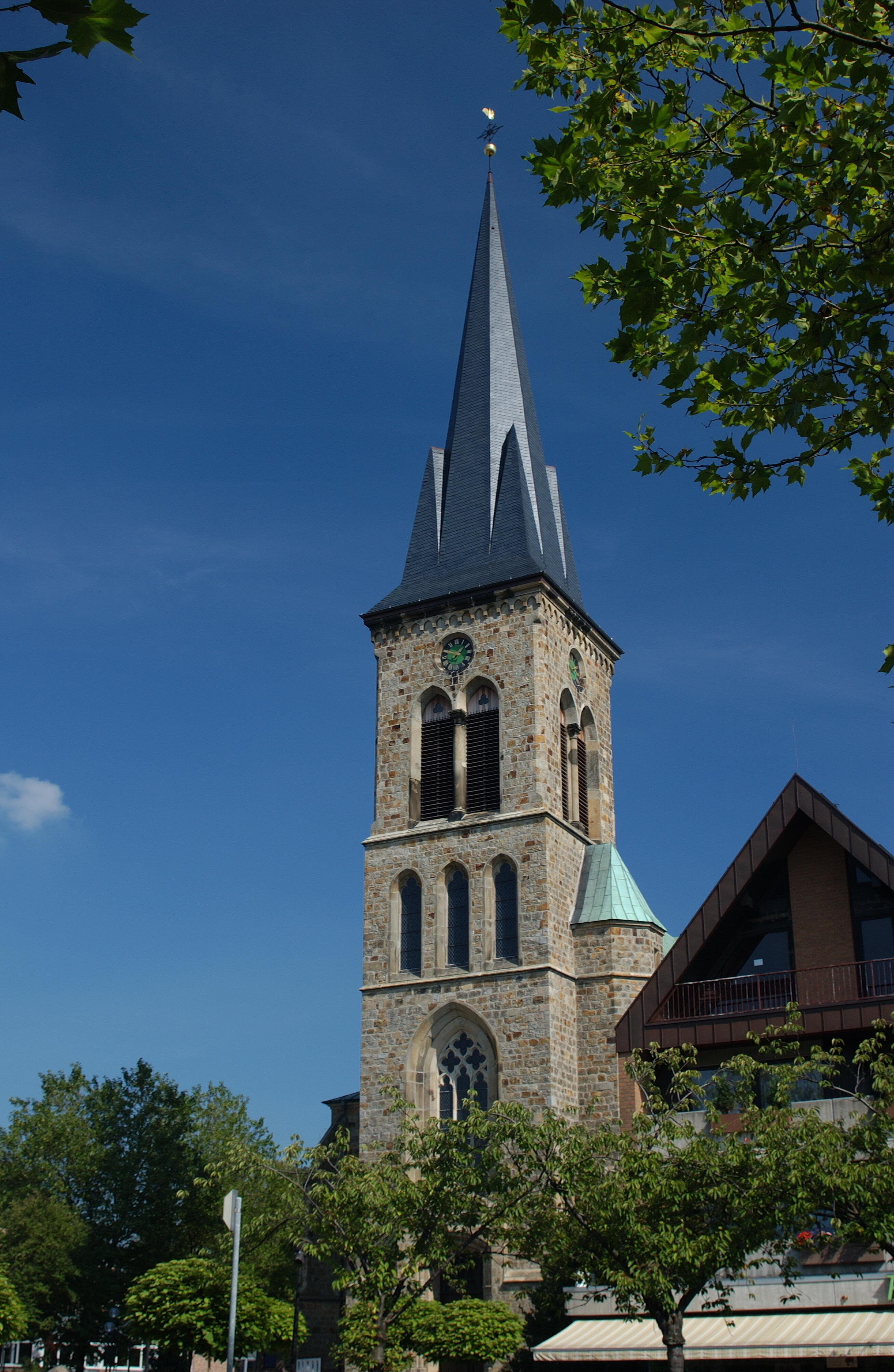
Kirche St. Cyriakus mit neuem Turm

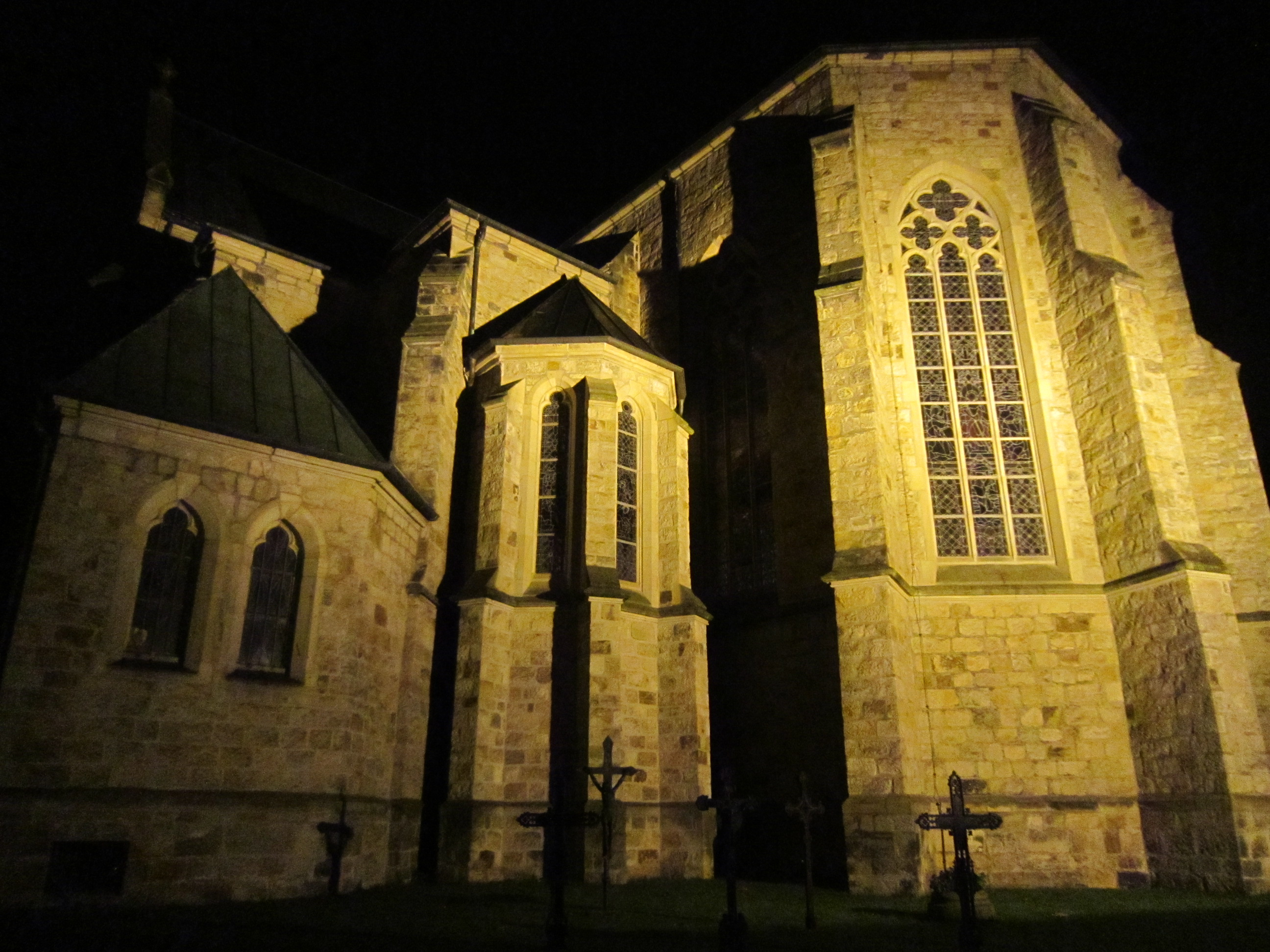
Rückseite der Kirche St. Cyriakus

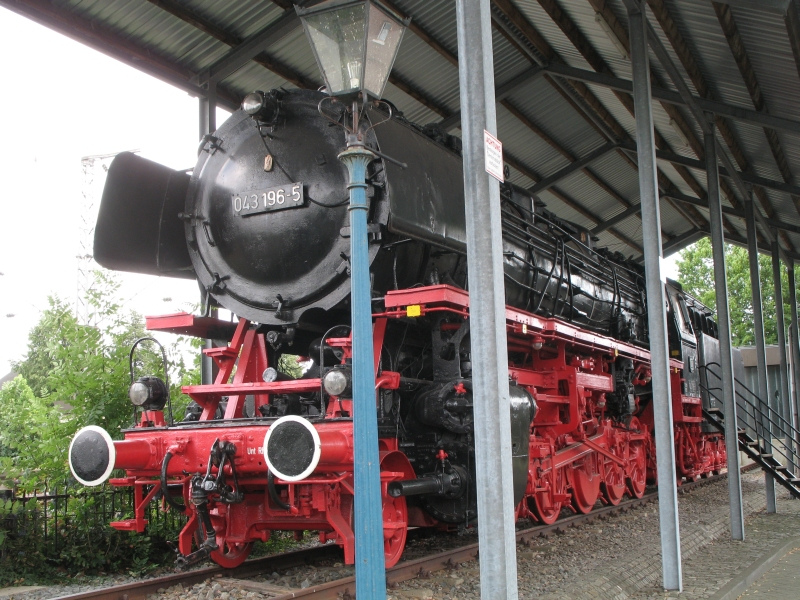
Museumslok, Ansicht von der Straßenseite

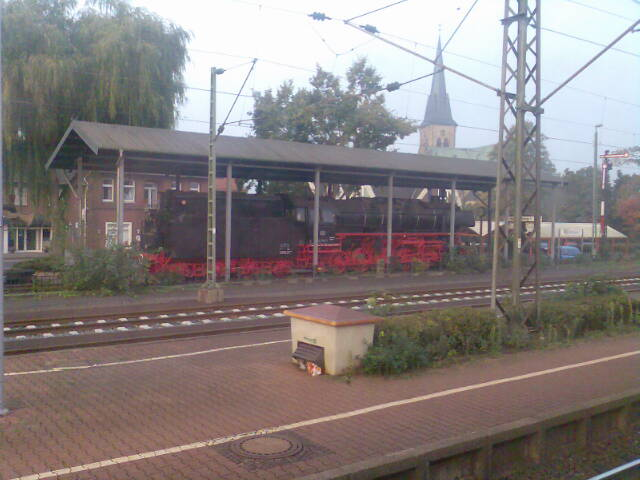
Museumslok

### Museen
Das 1993 eröffnete Feuerwehrmuseum Salzbergen zeigt Feuerwehrexponate aus aller Welt. Der Feuerwehrmuseumsverein verfügt über eine Anzahl von Fahrzeugen, Handdruckspritzen, Geräten und Kleinteilen. Unter anderem sind Helme aus aller Welt, Kappen und Mützen, Uniformen, Ärmelabzeichen, Orden und Ehrenzeichen, Stahlrohre, Feuerlöscher, Atemschutzgeräte, alte Urkunden und Dokumente ausgestellt und zeigen die Geschichte des Feuerlöschwesens auf. Ein Höhepunkt ist eine Dampfdruckspritze aus dem Jahre 1901, die als einzige in Deutschland noch immer betrieben werden darf. Seit 2010 gehört das Feuerwehrmuseum zur Route der Industriekultur im Nordwesten.

### Musik
- Musikverein Salzbergen
- Kirchenchor St. Cyriakus
- Kirchenchor St. Marien
- Jugendchor Salzbergen
- „MissKlang“ – Frauenchor Salzbergen

### Bauwerke

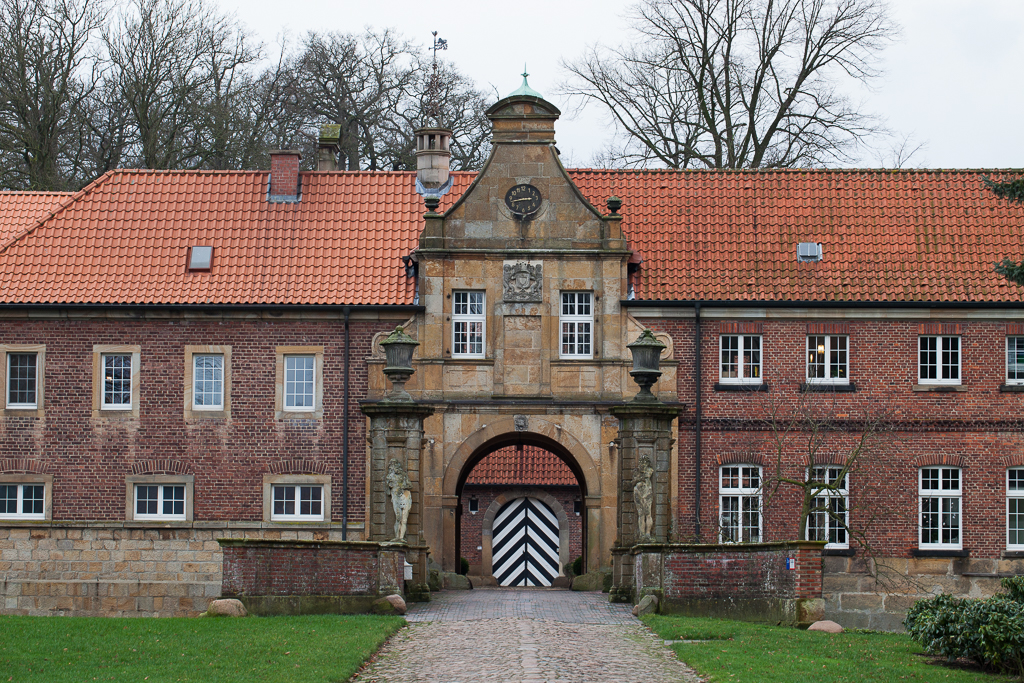
Gut Stovern (2013)

Die neugotische katholische Kirche St. Cyriakus wurde in der jetzigen Form in den Jahren 1897–1903 erbaut. An derselben Stelle befand sich bereits eine Kirche, die für den Neubau abgerissen wurde. Im Jahre 2002 erhielt die Kirche ihren ursprünglichen Kirchturm zurück, der im Zweiten Weltkrieg wegen der Nähe zur Fliegerkaserne Bentlage (wegen der Einflugschneise) abgetragen wurde. Sehenswert ist die „Klünsche“ Madonna, ein Gnadenbild in der Pfarrkirche aus dem 15. Jahrhundert.
Das emsländische Heuerhaus aus dem Jahre 1729 gehörte zur Hofstelle des Bauern Lölver aus Holsten und steht nach dem Aufbau durch den Heimatverein seit dem Jahre 1983 in der Nähe des Kolping-Bildungshauses in Salzbergen. Das Zweiständer-Hallenhaus in Form eines Niedersachsenhauses beheimatet Wohnbereich, Diele und Stallungen in einem einzigen Raum. Mittelpunkt des Hauses ist die offene Feuerstelle.
Das Rittergut Gut Stovern wurde erstmals um 1230 erwähnt und ist herrlich gelegen inmitten des Stoverner Waldes. Auf dem Gut befindet sich eine Kapelle, der schon Papst Benedikt XIV. Privilegien verliehen hat. Das Gebäude, das auch an zwei Tagen im Monat zur Besichtigung freigegeben ist, ist jetzt noch von drei Seiten von einem ca. fünf Meter breiten Wassergraben umgeben.

### Weitere Sehenswürdigkeiten
- Vor dem Bahnhof steht seit dem 9. September 1978 die letzte außerdienstgestellte Dampflok 043 196-5 der Deutschen Bundesbahn. Sie wurde 1942 bei Krupp in Essen gebaut und fuhr zuletzt 1977 auf der Strecke Emden–Rheine.
- Etwa 50 Meter weiter steht ein Ein-Mann-Bunker aus dem Zweiten Weltkrieg, der in einem Wald in der Nähe gefunden und 2002 an seinem jetzigen Standort aufgestellt worden ist.
- Im Bereich des Ortsteiles Holsten-Bexten am Brandeweg/Sandweg befinden sich bronzezeitliche Grabhügelfelder mit Wallanlagen.
- Barocke Bildstöcke an der Emsstraße
- Nepomukweg an der Ems
- Das Grab von Franz Karl Berlage (Dompropst am Kölner Dom 1886–1917) auf dem Friedhof mit einer originalen Balustrade des Kölner Doms
- Reste einer „Burg“ im Ärztehaus hinter der Pfarrkirche
- Das Waldgebiet am Gut Stovern zeichnet sich durch bemerkenswerte botanische Vielfalt aus.
- Naturschutzgebiet Keienvenn im Ortsteil Steide

### Sport
Der größte  Sportverein des Ortes ist der SVA Salzbergen e. V. Er besitzt als Breitensportverein Abteilungen für Fußball, Turnen, Karate, Judo, Tischtennis, Volleyball, Rudern, Tanzen, Handball und Badminton. Ebenso besteht eine Inliner-Laufen-Walken-Gruppe (In-La-Wa) sowie die Möglichkeit, das Sportabzeichen zu absolvieren. Die erste Fußballseniorenmannschaft des Vereins spielt in der Bezirksliga Weser/Ems 3. In der Mannschaft spielen ausschließlich Spieler, die auch schon in den Jugendmannschaften des Vereins gespielt haben. Die zweite Herrenmannschaft, auch mit ausschließlich einheimischen Spielern, spielt  in der Kreisliga Mitte/Süd. Die Volleyballdamen des Vereins spielen in der Landesliga.
Der TC Rot-Weiß Salzbergen ist auf dem Gebiet des Tennissports tätig.

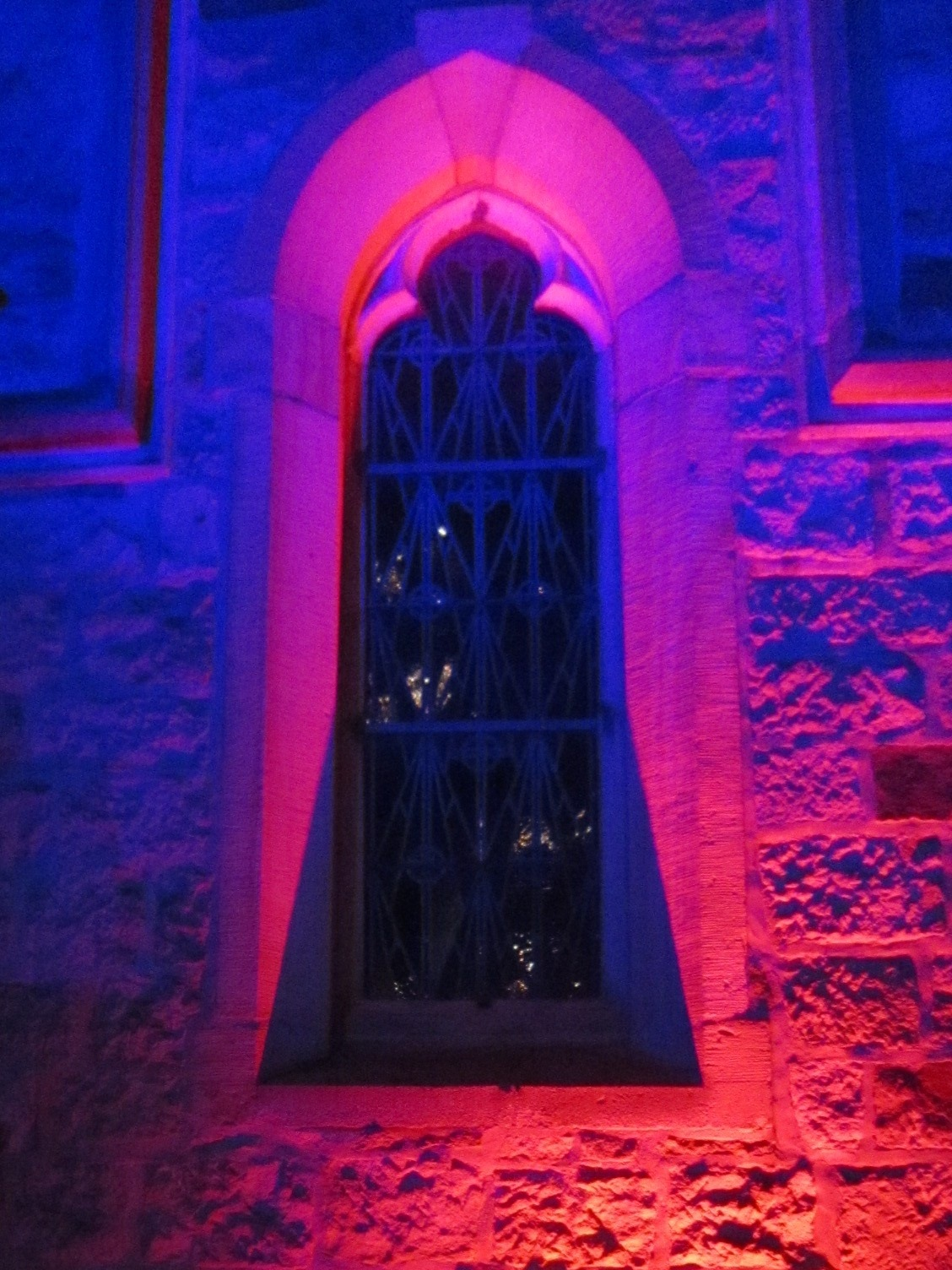
Illuminiertes Fenster der St.-Cyriakus-Kirche während des Lichterfestes 2013

### Regelmäßige Veranstaltungen
- Salz- und Ölmarkt (am dritten Wochenende im Juni)
- Salzbergener Herbstkirmes (am zweiten Wochenende im Oktober)
- Lichterfest (am Wochenende des ersten Advents)

## Verkehr

### Straßenverkehr
Salzbergen ist über die Landesstraße L 39 (ehemals B 65), die B 70, die A 30 Bad Oeynhausen–Niederlande und die A 31 Emden–Bottrop an das Fernstraßennetz angebunden.
Am 27. April 2019 wurde die neue Ortskernentlastungsstraße für den Verkehr freigegeben. Durch sie soll der Salzbergener Ortskern von Lkw- und Durchgangsverkehr befreit werden. Nach 20 Jahren Planungszeit und zwei Jahren Bauzeit konnte die 700 Meter lange und 2,85 Millionen Euro teure Straße eröffnet werden.

### Schienenverkehr
Der Bahnhof Salzbergen liegt an der Bahnstrecke Rheine–Emden, von der hier die Bahnstrecke nach Almelo abzweigt. Er wird im Schienenpersonennahverkehr jeweils im Stundentakt vom RE 15 „Emsland-Express“ und von der RB 61 „Wiehengebirgs-Bahn“ bedient.
| Linie | Verlauf | Takt   |
| ----- | --- | ------ |
| RE 15 | Emsland-Express: (Emden Außenhafen –) (nur bei Schiffsverkehr) Emden Hbf – Leer (Ostfriesl) – Papenburg (Ems) – Aschendorf – Dörpen – Lathen – Haren (Ems) – Meppen – Geeste – Lingen (Ems) – Leschede – Salzbergen – Rheine – (Rheine-Mesum –)* Emsdetten – (Reckenfeld –)* Greven (← (Münster Zentrum Nord –)* Münster (Westf) Hbf * nur einzelne Züge Stand: Fahrplanwechsel Dezember 2023  | 60 min |
| RB 61 | Wiehengebirgs-Bahn: Hengelo – Oldenzaal – Bad Bentheim – Schüttorf – Salzbergen – Rheine – Hörstel – Ibbenbüren-Esch – Ibbenbüren – Ibbenbüren-Laggenbeck – Osnabrück Altstadt – Osnabrück Hbf – Wissingen – Westerhausen – Melle – Bruchmühlen – Bünde (Westf) – Kirchlengern – Hiddenhausen-Schweicheln – Herford – Brake (b Bielefeld) – Bielefeld Hbf Stand: Fahrplanwechsel Dezember 2021 | 60 min |

Am Bahnhof befindet sich als Denkmal zusammen mit einigen weiteren Ausstellungsstücken wie einem Wasserkran und einem Zugzielanzeiger die Dampflok 043 196-5, die als letzte Dampflokomotive der DB am 26. Oktober 1977 außer Dienst gestellt wurde. Auch auf dem Bahnhofsvorplatz in Emden steht eine derartige Lok.

### Öffentlicher Personennahverkehr
Im Straßenpersonennahverkehr verkehren Busse der Verkehrsgemeinschaft Emsland-Süd (VGE) im Schüler- und Berufsverkehr innerhalb Salzbergens, nach Rheine, Schüttorf, Bad Bentheim, Emsbüren und Leschede.

Raffinerie Salzbergen (2014), heute H&R AG

## Infrastruktur und Wirtschaft
64 % der sozialversicherungspflichtig Beschäftigten in Salzbergen sind im produzierenden Gewerbe angestellt, im Landkreis Emsland sind dies 41,2 %. Salzbergen weist von den Gemeinden im Landkreis die höchsten Gesamt-Steuereinnahmen pro Kopf auf.
Das im SDAX gelistete Spezialchemieunternehmen H&R AG hat seinen Hauptsitz in Salzbergen, ebenso die Windenergietochter des US-Unternehmens General Electric, GE Wind Energy. Das Nachfolgeunternehmen der Tacke Windtechnik GmbH & Co. KG ist mit etwa 850 Beschäftigten der größte Arbeitgeber der Gemeinde.

## Persönlichkeiten

### Söhne und Töchter der Gemeinde
- Franz Karl Berlage, Dompropst am Kölner Dom 1886–1917 (Grab auf dem Friedhof Salzbergen)
- Ernst Overhues (1877–1972), Oberbürgermeister in Düren
- Rudolf von Twickel (1893–1974), Gutsbesitzer und Politiker
- Wilhelm Frerichs (1900–unbekannt), SS-Obersturmführer, Leiter der Politischen Abteilung im KZ Buchenwald
- Franz Josef Krafeld (* 1947), Professor für Erziehungswissenschaften
- Hans Reckers (* 1953), Jurist, 2002–2009 Mitglied des Vorstandes der Deutschen Bundesbank
- Gaby Baginsky (* 1954), deutsche Schlagersängerin
- Johannes Grave (* 1976), Kunsthistoriker

### Persönlichkeiten, die vor Ort gewirkt haben
- Wilhelm Lepenau (1838–1901), Gründer der Raffinerie Salzbergen, Ehrenbürger der Gemeinde Salzbergen seit 25. Februar 1900
- Maria Mönch-Tegeder (1903–1980), Dichterin
- Max Georg Freiherr von Twickel (1926–2013), emeritierter Weihbischof von Münster